# Tarık Akan

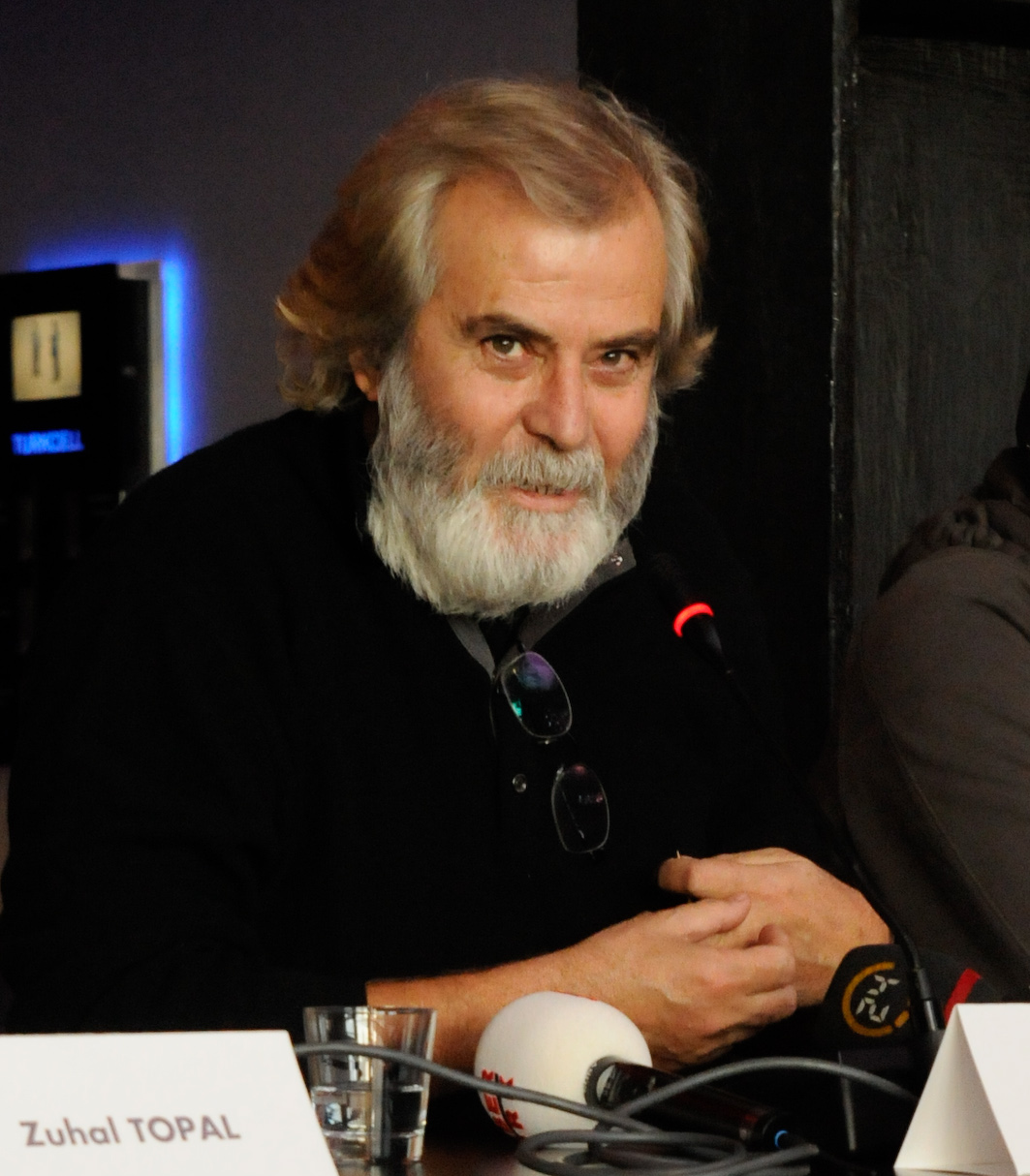
Tarik Akan em uma conferência de imprensa em 2008 para o filme Deli Deli Olma.

Tarık Akan (nascido como Tarık Tahsin Üregül, 13 de dezembro de 1949 – 16 de setembro de 2016) foi um actor de cinema e produtor turco, que começou a sua carreira na década de 1970.

## Doença e morte
Akan ficou doente de cancro de pulmão, e esteve em tratamento por mais de um ano. Na madrugada do 16 de setembro de 2016, morreu à idade de 66 anos na estação de cuidados intensivos de um hospital privado na cidade de Istambul.
A 18 de setembro, foi enterrado no Cemitério Zuhuratbaba de Bakırköy seguido de um serviço comemorativo realizado em Harbiye Muhsin Ertuğrul Stage e no funeral religioso na Mesquita Teşvikiye. Ao funeral assistiram milhares de pessoas, seus colegas de actuação, o ex Presidente de Turquia, Ahmet Necdet Sezer, e o líder do principal partido da oposição, Kemal Kılıçdaroğlu.

## Filmografia

### Década de 1970
- Vefasız (1971) - Halil
- Solan Bir Yaprak Gibi (1971) - Murat Sayman
- Emine (1971) - Metin
- Beyoğlu Güzeli (1971) - Ferit Aker
- Melek mi, Şeytan mı? (1971) - Sedat
- Suçlu (1972) - Hakan
- Üç Sevgili (1972) - Ali
- Tatlı Dillim (1972) - Ferit
- Sisli Hatıralar (1972) - Ferit
- Sev Kardeşim (1972) - Çaliskan
- Kaderimin Oyunu (1972) - Bülent Akman
- Azat Kuşu (1972) - Hakan
- Aşkların En Güzeli (1972) - Ali Yanyali
- Feryat (1973) - Ferdi
- Para (1973) - Murat
- Canım Kardeşim (1973) - Murat
- Umut Dünyası (1973) - Ahmet
- Yeryüzünde Bir Melek (1973) - Ömer Mutlu
- Yalancı Yarim (1973) - Ferdi
- Oh Olsun (1973) - Ferit Haznedar
- Bebek Yüzlü (1973) - Bebek Yüzlü
- Kanlı Deniz (1974) - Ahmet
- Mahçup Delikanlı (1974) - Metin
- Yaz Bekarı (1974) - Orhan Guven
- Memleketim (1974) - Mehmet
- Mavi Boncuk (1974) - Yakisikli Necmi
- Esir Hayat (1974) - Aydin
- Boşver Arkadaş (1974) - Ferit
- Delisin (1975) - Ferit
- Hababam Sınıfı (1975) - Damat Ferit
- Merhaba (Bizim Aile) (1975) - Ferit
- Gece Kuşu Zehra (1975) - Ferit
- Evcilik Oyunu (1975) - Adnan
- Çapkın Hırsız (1975)
- Ateş Böceği (1975) - Tarik
- Ah Nerede (1975) - Ferit
- Hababam Sınıfı Sınıfta Kaldı (1976) - Damat Ferit
- Öyle Olsun (1976) - Ferit
- Kader Bağlayınca (1976) - Murat
- Aşk Dediğin Laf Değildir (1976) - Yakup
- Bizim Kız (1977) - Murat Boga
- Polizia selvaggia (1977) - Murat
- Babanin Evlatlari (1977) - Firildak Ömer
- Sevgili Dayım (1977) - Tarik
- Şeref Sözü (1977) - Sedat
- Nehir (1977) - Sinan
- Baraj (1977) - Orhan
- Lekeli Melek (1978) - Salih
- Sürü (1978) - Sivan
- Seninle Son Defa (1978) - Ugur
- Maden (1978) - Nurettin
- Kanal (1978) - Kaymakan
- Demiryol (1979) - Bülent

### Década de 1980
- Adak (1980) - Mümin Kodja
- Herhangi Bir Kadın (1981) - Bozovali Cemal
- Delikan (1981) - Sefer
- Yol (1982) - Seyit Ali
- Arkadaşım (1982) - Ali
- Kaçak (1982) - Habip
- Gecenin Sonu (1983) - Kadir
- Derman (1983) - Sehmuz
- Çocuklar Çiçektir (1983) - Topal Yakup
- Beyaz Ölüm (1983) - Komiser Yilmakz Gürel
- Yosma (1984) - Kerem
- Pehlivan (1984) - Bilal
- Kayip kizlar (1984) - Komiser Yilmaz
- Damga (1984) - Cengiz
- Alev Alev (1984) - Murat
- Tele Kızlar (1984) - Komiser Sahin
- Son Darbe (1985) - Nazmi Yalçin
- Paramparça (1985) - Tayfun
- Kan (1985) - Haydar Ali / Seyit Aga
- Bir Avuç Cennet (1985) - Kamil
- Kıskıvrak (1986) - Yilmaz
- Ses (1986) - Adam
- Halkali köle (1986)
- Beyoğlu`nun Arka Yakası (1986) - Haydar Riza
- Adem ile Havva (1986) - Münir Kozan
- Acı Dünyalar (1986) - Yusuf
- Su da yanar (1987) - Film Yönetmeni
- Yağmur Kaçakları (1987)
- Skandal (1987) - Çetin
- Kızımın Kanı (1987) - Cemil
- Çark (film) (çark (1987) - Rauf
- Üçüncü göz (1988) - Tunç
- Kimlik (1988) - Hoca
- El Kapilari (1988) - Zeynel
- Dönüş (1988) - Berde
- Layla (1989) - Mecnun
- Isa Musa Meryem (1989) - Musa

### Década de 1990
- Ikili Oyunlar (1990)
- Karartma Geceleri (1990) - Mustafa Ünal
- Bir Küçük Bulut (1990) - Saycan
- Berdel (1990) - Ömer
- Uzun ince Bir Yol (1991) - Müsfik
- Sîyabend û Xecê (1991) - Siyabend
- Bir Kadın Düşmanı (1991) - Ziya
- Devlerin Ölümü (1991) - Yönetmen / Hoca / Dava Vekili / Aga
- Yolcu (1993) - Makasçi
- Çözülmeler (1993) - Ugur
- Aşk Üzerine Söylenmemiş Herşey-Hep Aynı (1995)
- Mektup (1996) - Ragip
- Hayal kurma oyunlari (1999) - Baba
- Eylül Fırtınası (1999) - Hüseyin Efe

### Década do 2000
- Gülüm (2002) - Ali
- Meşrutiyet - Abdülhamit Düşerken (2002) - Mahmut Sevket Pasa
- Vizontele Tuuba (2004) - Güner Sernikli
- Ankara cinayeti (2006) - Kazim Orbay
- Piano Girl (2009) - Miska
- Yol: The Full Version (2017) - Seyit Ali (final film role)